# Raimundo de Abadal Calderó
Raimundo de Abadal Calderó (Vic, 1862-Rupiá, 1945) fue un político, abogado y escritor español. Presidió la Liga Regionalista y fue diputado en la Restauración y en las Cortes Constituyentes de la Segunda República, además de senador. Fue autor de diversos trabajos sobre la historia y el derecho catalanes.

## Biografía
Fue diputado por el Partido Liberal-Conservador en las elecciones generales de España de 1899, pero su defensa del catalanismo le segó la carrera política en el seno de los partidos dinásticos españoles, de hecho ese mismo año de 1899 había sido uno de los fundadores del Centre Nacional Català.
Directivo de la Liga Regionalista desde su fundación (1901), estuvo muy vinculado a Francisco Cambó. Fue presidente del Ateneo Barcelonés (1902) y de la Academia de Jurisprudencia y Legislación de Cataluña, y concejal de Barcelona (1903 y 1911). Escogido senador por Barcelona (1907-18), renunció en 1918. En 1917, en Barcelona, convocó y fue presidente de la Asamblea de Parlamentarios y el mismo año ingresó en la comisión de acción política de la Lliga Regionalista, de la cual fue presidente hasta 1936. En 1924 fue elegido decano del Colegio de Abogados de Barcelona, pero en 1926 el gobierno de Miguel Primo de Rivera lo destituyó, lo metió en prisión y lo desterró en Alcalá de Chivert, en la provincia de Castellón.
Presidió el grupo parlamentario de la Lliga Regionalista en las Cortes constituyentes republicanas y en el parlamento catalán, y después fue diputado a Cortes de la Segunda República y en el Parlamento de Cataluña, y en ambos lugares fue él quien dirigió la Liga. Criticó al gobierno de la República por la expulsión de los jesuitas. Se exilió a Francia y luego a Italia al declararse la guerra civil española en 1936.  Regresó a España a la conclusión de la contienda y se retiró de la política. Escribió varios trabajos sobre la historia y el derecho de Cataluña. Fue colaborador, en lengua catalana, en varios diarios y revistas.

## Obras
- La llibertat en el dret civil ; Barcelona ; 1904 (discurso en la Academia de Jurisprudencia)
- Examen jurídic del Decret de dissolució de la Companyia de Jesús ; Barcelona ; 1932 (discurso en las Cortes Constituyentes el 5 de febrero de 1932)
- El règim de la propietat a Catalunya després de l'Estatut ; Barcelona ; 1933